# CONCACAF League 2020
Die CONCACAF League 2020 war die vierte Spielzeit des Wettbewerbs für zentralamerikanische und karibische Vereinsmannschaften im Fußball. Das Turnier begann aufgrund der COVID-19-Pandemie verspätet am 20. Oktober 2020 mit der Vorrunde und endete mit dem Finale am 3. Februar 2021. Titelverteidiger war der CD Saprissa aus Costa Rica.

## Modus
Durch die Pandemie veränderte sich der Modus gegenüber der vorherigen Spielzeit. Der Wettbewerb wurde weiterhin im K.-o.-System ausgetragen, wobei durch den verspäteten Start alle Runden in nur einem einzelnen Spiel ausgetragen wurden, auch der Wettbewerbssieger wurde in nur einem Endspiel ermittelt. Darüber hinaus schuf der Verband eine Play-in-Runde, an der die vier ausgeschiedenen Viertelfinalisten teilnehmen, um letztendlich zwei Teilnehmer an der CONCACAF Champions League 2021 zu ermitteln. Diese wurden neben den beiden Finalisten sowie den beiden im Halbfinale ausgeschiedenen Teams für diesen Wettbewerb gemeldet. Endet ein Spiel nach 90 Minuten unentschieden, kam es zum Elfmeterschießen; eine Verlängerung wurde nicht ausgespielt.
Pandemiebedingt waren bei allen Partien keine Zuschauer zugelassen.

## Teilnehmerfeld
Für den Wettbewerb qualifizierten sich die folgenden 22 Mannschaften. Die 12 Teams, die in der Vorrunde starteten, sind entsprechend gekennzeichnet (VR).
| - Kanada (Canadian Premier League 2019) - Forge FC (VR) - Costa Rica (Primera División 2019/20) - CS Herediano - CD Saprissa - LD Alajuelense (VR) - Honduras (Liga Nacional 2019/20) - CD Olimpia - CD Marathón - CD Motagua (VR) - Panama (Liga Panameña de Fútbol 2019/20) - Tauro FC - San Francisco FC - Independiente FC (VR) |  | - El Salvador (Primera Divisíon 2019/20) - Alianza FC - CD FAS (VR) - Municipal Limeño (VR) - Guatemala (Liga Nacional 2019/20) - CSD Municipal - Antigua GFC (VR) - CSD Comunicaciones (VR) - Nicaragua (Primera División 2019/20) - Real Estelí - Managua FC (VR) - Belize (Premier League of Belize 2019/20) - Verdes FC (VR) |  | - Karibik (Caribbean Club Championship 2020) - Waterhouse FC - Arcahaie FC (VR) - Cibao FC (VR) |

## Vorrunde
Die Auslosung fand am 29. September 2020 statt. Die Partien wurden zwischen dem 20. und dem 22. Oktober sowie am 4. November 2020 ausgetragen.
|                  | Ergebnis          |                    |
| ---------------- | ----------------- | ------------------ |
| CD FAS           | 1:1 (4:5 i. E.)   | Managua FC         |
| LD Alajuelense   | 3:0               | Cibao FC           |
| Municipal Limeño | 1:2               | Forge FC           |
| Independiente FC | 0:0 (2:4 i. E.)   | Antigua GFC        |
| Arcahaie FC      | 1 w/o 1           | Verdes FC          |
| CD Motagua       | 2:2 (15:14 i. E.) | CSD Comunicaciones |

Anmerkung

## Achtelfinale
Die Auslosung fand am 29. September 2020 statt. Die ersten sechs Partien wurden zwischen dem 3. und dem 5. November 2020 ausgetragen, die verbleibenden beiden wurden am 24. November 2020 nachgeholt.
|                | Ergebnis        |                  |
| -------------- | --------------- | ---------------- |
| CD Saprissa    | 4:1             | CSD Municipal    |
| CD Marathón    | 1:1 (4:3 i. E.) | Antigua GFC      |
| Tauro FC       | 1:2             | Forge FC         |
| Waterhouse FC  | 1:3             | Arcahaie FC      |
| Alianza FC     | 1:1 (3:4 i. E.) | CD Motagua       |
| CD Olimpia     | 6:0             | Managua FC       |
| LD Alajuelense | 1:0             | San Francisco FC |
| CS Herediano   | 0:1             | Real Estelí      |

## Viertelfinale
Die Spiele fanden am 1. und 2. Dezember 2020 statt. Die vier Verlierer nehmen an der Play-in-Runde teil.
|                | Ergebnis        |             |
| -------------- | --------------- | ----------- |
| CD Marathón    | 0:2             | CD Saprissa |
| Arcahaie FC    | 1:1 (4:2 i. E.) | Forge FC    |
| CD Olimpia     | 2:0             | CD Motagua  |
| LD Alajuelense | 2:1             | Real Estelí |

## Play-in-Runde
Die in der ligainternen Fünfjahreswertung jeweils besser platzierte Mannschaft hatte Heimrecht. Die Spiele fanden am 8. und 9. Dezember 2020 statt. Die beiden Sieger qualifizierten sich für die CONCACAF Champions League 2021.
|             | Ergebnis        |             |
| ----------- | --------------- | ----------- |
| CD Marathón | 1:0             | Forge FC    |
| CD Motagua  | 2:2 (2:4 i. E.) | Real Estelí |

## Halbfinale
Alle vier Teilnehmer qualifizierten sich für die CONCACAF Champions League 2021. Die Spiele fanden am 20. und 22. Januar 2021 statt.
|                | Ergebnis        |             |
| -------------- | --------------- | ----------- |
| LD Alajuelense | 0:0 (5:4 i. E.) | CD Olimpia  |
| CD Saprissa    | 5:0             | Arcahaie FC |

## Finale
Das Spiel fand am 3. Februar 2021 statt.
|                | Ergebnis |             |
| -------------- | -------- | ----------- |
| LD Alajuelense | 3:2      | CD Saprissa |